# Bruno Ahlberg
Bruno Ahlberg, född 23 april 1911 i Esbo, död 9 februari 1966 i Helsingfors, var en finländsk boxare.
Ahlberg blev olympisk bronsmedaljör i weltervikt i boxning vid sommarspelen 1932 i Los Angeles.